# Alprazolam triazolobenzofenone
L’alprazolam triazolobenzofenone è un composto chimico che può essere sia un precursore sintetico che un profarmaco per il derivato delle benzodiazepine alprazolam. A pH neutro ciclizza facilmente l’alprazolam, mentre in condizioni acide l'alprazolam subisce una reazione di apertura dell'anello di triazolobenzofenone. Una serie di derivati acilici correlati è stata studiata negli anni '80 come profarmaci iniettabili idrosolubili di alprazolam, ma non sono mai stati sviluppati per uso medico. Successivamente, questo composto è stato rilevato come droga di design, identificato per la prima volta da un sequestro in Spagna nel marzo 2014.